# Будинок на вулиці Саксаганського, 2/34
Будинок на вулиці Саксаганського, 2/34 — пам'ятка архітектури, містобудування та історії місцевого значення, охоронний № 479-Кв. Розташована у Печерському районі міста Києва, на початку вулиці Саксаганського, на розі з вулицею Еспланадною.

## Історія та архітектура
На початку XX століття ділянка на розі вулиці Саксаганської та Еспланадної належала міщанці Л. Ізвєковій, У 1906 році на її замовлення тут звели прибутковий будинок. Автором проекту став цивільний інженер К. Шурупов.
Будинок цегляний, чотириповерховий з підвальним поверхом, зведений на червоній лінії забудови, складний у плані. Дах двосхилий, із бляшаним покриттям, перекриття пласкі. Має вельми лаконічне оздоблення у стилі модерн, який починав набувати популярності у роки спорудження будинку. Головний фасад із порталом головного входу виходить на вулицю Саксаганського, бічний, із проїздом на подвір'я — на вулицю Еспланадну. Головний фасад має симетрично-осьову композицію. Центральну вісь фасаду утворює еркер, у якому розташована сходова клітка та головний вхід. Еркер завершується аттиком із модерними пінаклями. Вікна прямокутні, прикрашені сандриками, деякі з яких увінчані замковими каменями, та підвіконними поличками. Віконні прорізи сходової клітки тристулкові, з готичним орнаментом, останнє вікно завершується арковим архівольтом. Останній, четвертий поверх розкріпований настінними пілонами, що завершуються масивними пінаклями і прикрашені орнаментом, характерним для стилю модерн — кола із двома паралельними смугами. Боковий фасад асиметричний, має аналогічне оздоблення вікон, пінаклі та еркер по центральній осі фасаду.
Більшість балконів, що розташовані на другому, третьому та четвертому поверхах, зберегли оригінальну металеву ковану огорожу, виконану у стилі модерн. Внутрішній об'єм будинку первісно був розпланований під квартири на чотири, п'ять та шість кімнат.
Цей будинок — цікавий зразок раннього київського модерну у його рядовій, «побутовій» версії типового прибуткового будинку.

## Видатні мешканці
У 1927—1941 роках у квартирі № 2 цього будинку мешкав Володимир Миколайович Челомей, вчений у галузі механіки, генеральний конструктор ракетно-космічної техніки, академік АН УРСР і двічі Герой Соціалістичної праці. Цікаво, що у 2001 році на згадку про цього вченого встановили бронзову меморіальну дошку за проектом архітектора С. Карловича, проте її встановили помилково на будинку № 3, розташованому навпроти.

## Галерея

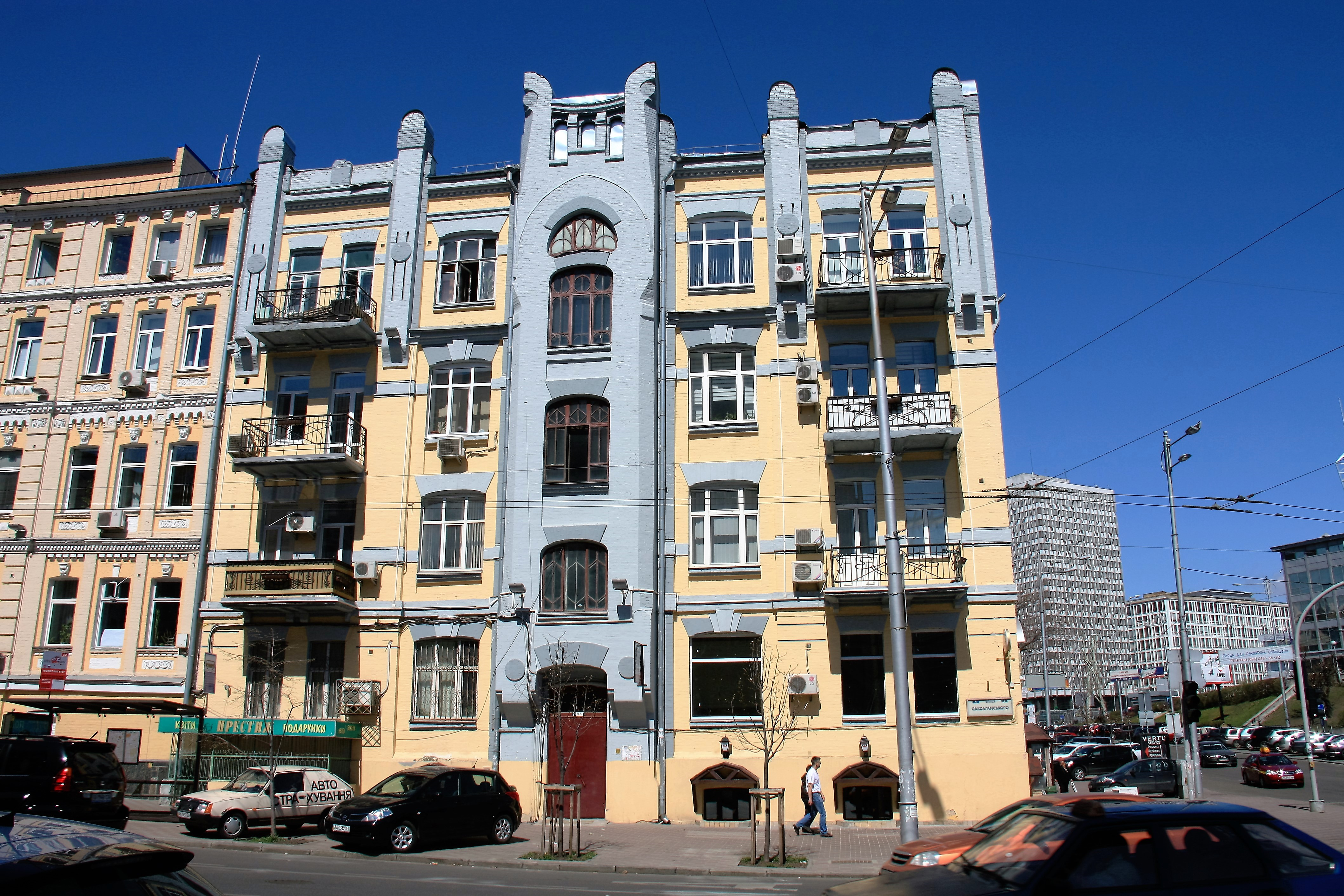
Головний фасад
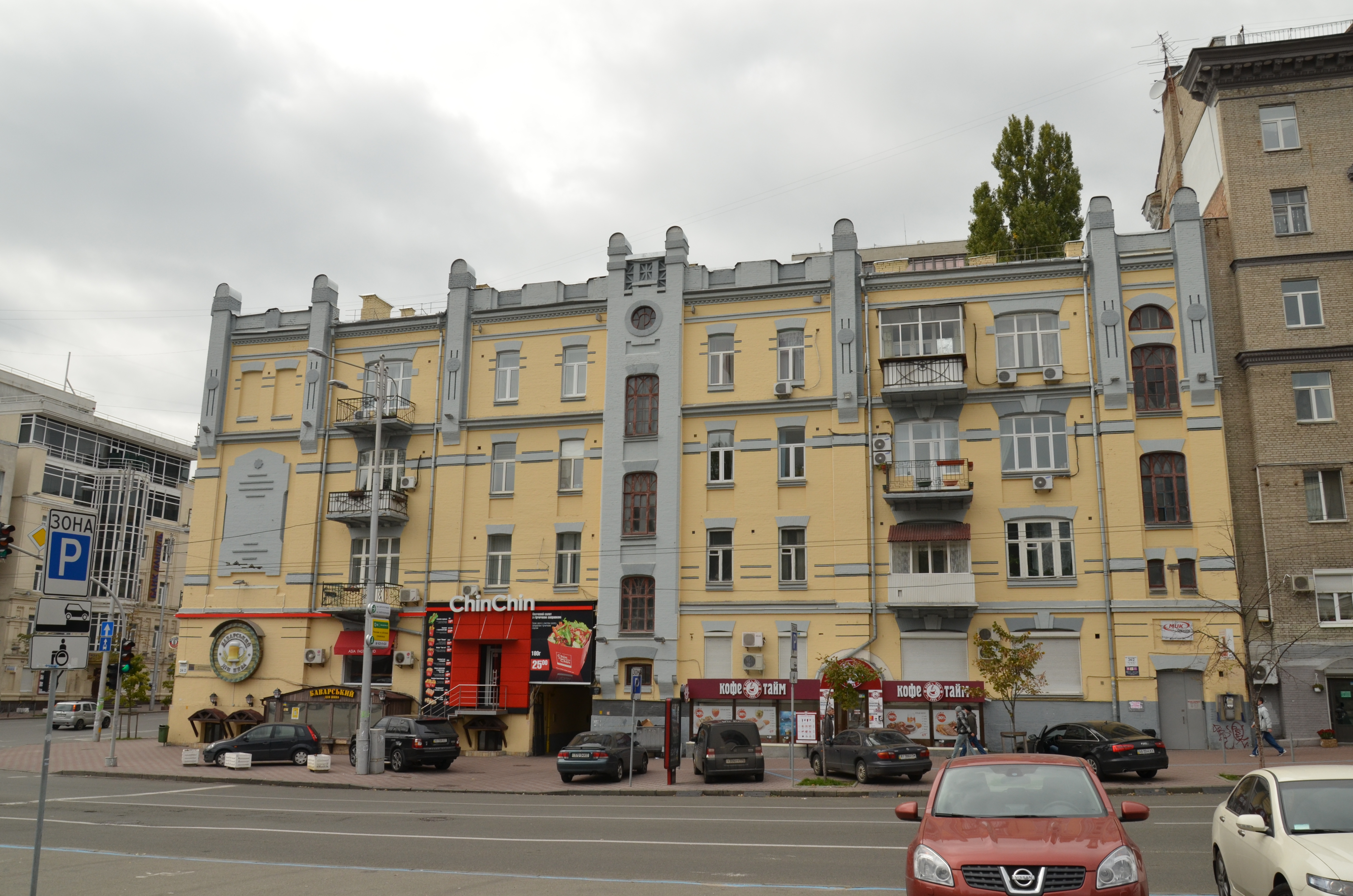
Бічний фасад
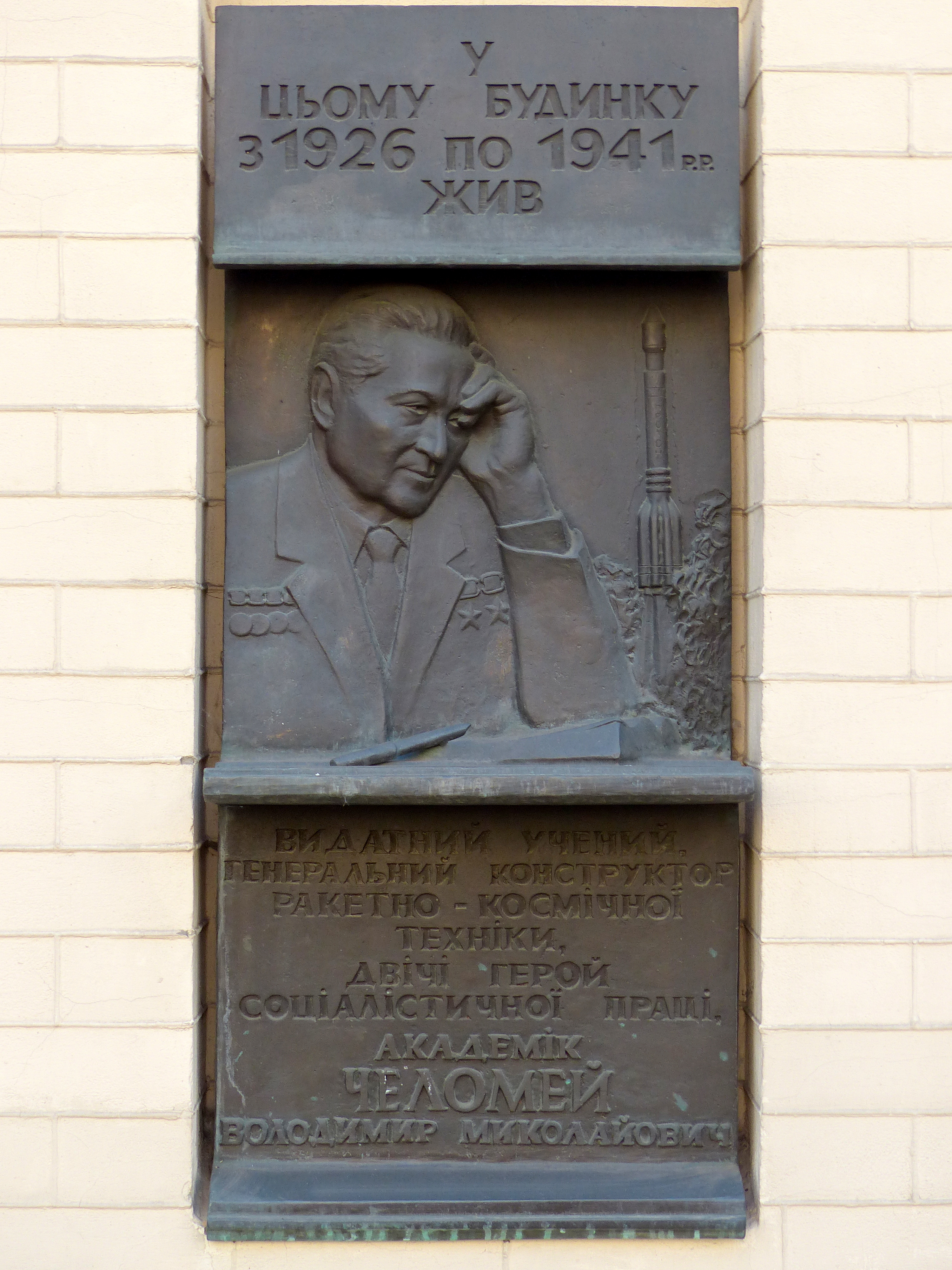
Меморіальна дошка В. М. Челомею